# Ізносковський район
Ізносковський район — муніципальне утворення у Калузькій області Росії. Адміністративний центр — село Ізноски.

## Географія
Район розташований на півночі Калузької області. Площа 1 333,8 км² (9-е місце серед районів). Межує на заході зі Смоленською областю, на півночі — з Московською областю, на сході — з Мединським районом, на південному сході — з Дзержинським районом, на півдні — з Юхновським районом.
Основні річки — Ізвер, Шаня.
Розвідані родовища мінеральної сировини для будівельних матеріалів (піщано-гравійних сумішей, запаси цегляних суглинків, родовища торфу).

## Історія
Район утворений в 1929 році у складі В'яземського округу Західної області, до нього увійшла частина території скасованого Мединського повіту Калузької губернії.
В 1937 році Західна область була скасована, район увійшов до складу Смоленської області.
В 1944 році район переданий до новоствореної Калузьку область.

## Економіка
Підприємств, що відносяться до великої і середньої промисловості, на території району немає. В основному, займаються сільським господарством і заготівлею деревини. У селі Гамзюки ЗАТ «Калузький рибоводний осетровий комплекс».